# Vistarino
Vistarino är en ort och kommun i provinsen Pavia i regionen Lombardiet i Italien. Kommunen hade 1 545 invånare (2018).